# Lenny Harris

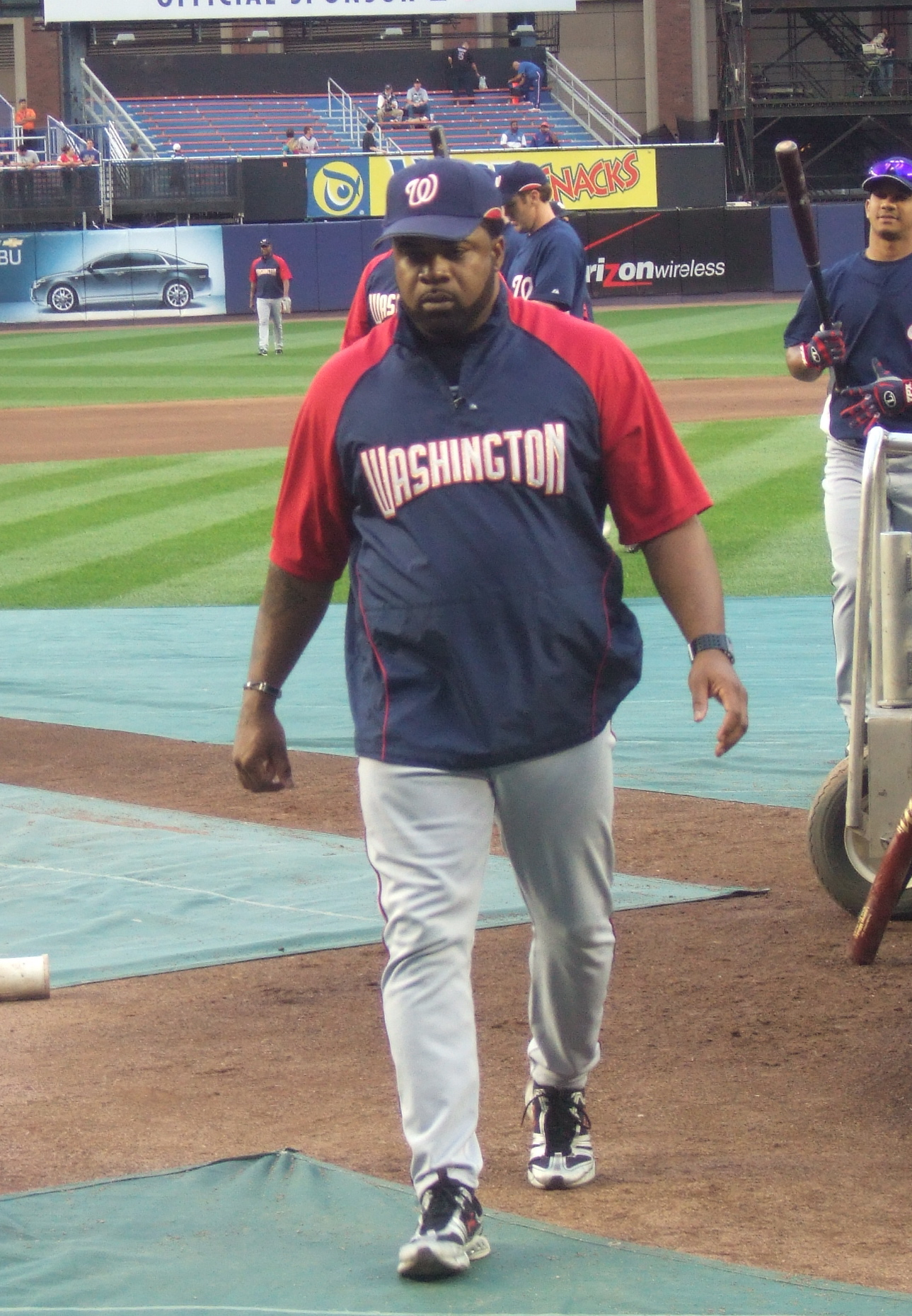

Leonard Anthony Harris, mais conhecido como Lenny Harris (Miami, 28 de outubro de 1964), é um ex-jogador profissional de beisebol norte-americano.

## Carreira
Lenny Harris foi campeão da World Series 2003 jogando pelo Florida Marlins. Na série de partidas decisiva, sua equipe venceu o New York Yankees por 4 jogos a 2.